# Belin-Béliet
Belin-Béliet – miejscowość i gmina we Francji, w regionie Nowa Akwitania, w departamencie Żyronda.
Według danych na rok 1990 gminę zamieszkiwało 2626 osób, a gęstość zaludnienia wynosiła 17 osób/km² (wśród 2290 gmin Akwitanii Belin-Béliet plasuje się na 167. miejscu pod względem liczby ludności, natomiast pod względem powierzchni na miejscu 9.).